# Internationale Cricket-Saison 1992
Die internationale Cricket-Saison 1992 fand zwischen Mai 1992 und September 1992 statt. Als Sommersaison wurden vorwiegend Heimspiele der Mannschaften aus Europa ausgetragen.

## Überblick

### Internationale Touren
| Beginn          | Heimteam  | Auswärtsteam | Resultate | Resultate | Artikel |
| Beginn          | Heimteam  | Auswärtsteam | Test      | ODI       | Artikel |
| --------------- | --------- | ------------ | --------- | --------- | ------- |
| 20. Mai 1992    | England   | Pakistan     | 1–2 [5]   | 4–1 [5]   | Artikel |
| 15. August 1992 | Sri Lanka | Australien   | 0–1 [3]   | 2–1 [3]   | Artikel |

## Nationale Meisterschaften
Aufgeführt sind die nationalen Meisterschaften der Full Member des ICC.
| Land                  | First-Class                    | List A                                |
| --------------------- | ------------------------------ | ------------------------------------- |
| England               | County Championship 1992       | National Westminster Bank Trophy 1992 |
|                       | Sunday League 1992             |                                       |
|                       | Benson and Hedges Cup 1992     |                                       |
| Sri Lanka             | Singer President’s Trophy 1992 |                                       |
| Super Tournament 1992 |                                |                                       |